# 天鵝座R

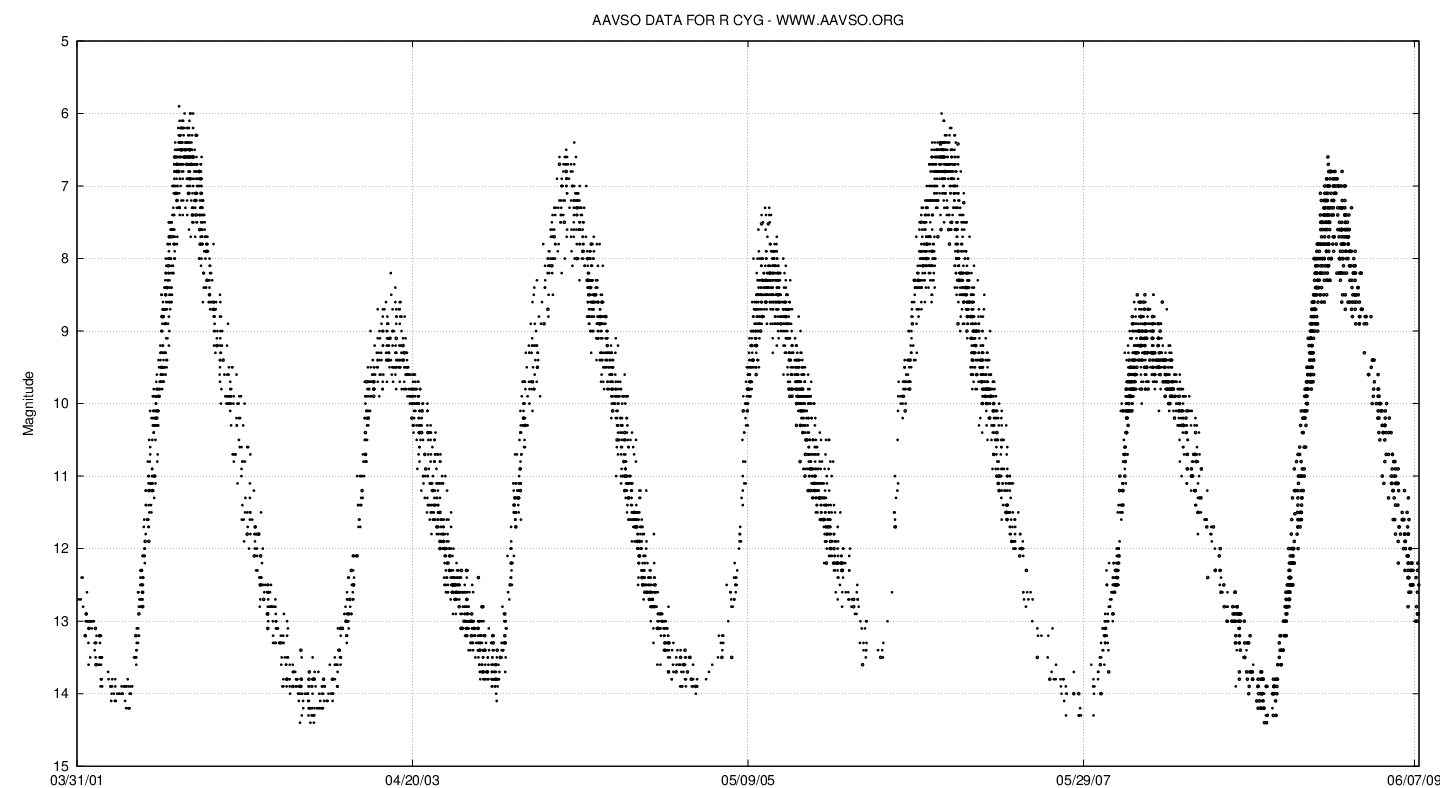
顯示週期倍增的天鵝座R光變曲線。

天鵝座R是天鹅座中的米拉型的變星，距離奚仲三（天鵝座θ）不到4'。這是一顆位於漸近巨星支上的紅巨星，距離太陽約2,200光年遠。它是一顆光譜類型不同的S-型星，介於S2.5,9e 至 S6,9e(Tc)。
在這個質量範圍和演化階段的恆星是脈動不穩定的，顯示出它們輸出的亮度會變化。天鵝座R的最大星等為6.1等，最小星等為14.4等，週期為426.45天。這顆恆星的變異是由英國天文學家諾曼·羅伯特·普森（N. R. Pogson）在1852年發現的，它已經有一個多世紀以來記錄的亮度測量歷史。天鵝座R顯示出明顯的週期倍增，其中交替的最大值具有不同的亮度，因此脈動的真實週期可以被認為是從一個最大值到下一個最大值的兩倍。
双星和聚星星表列出了10等的BD+49 3065作為天鵝座R的伴星，相距91"，兩顆恆星與太陽的距離大致相同。華盛頓雙星目錄還列出了一顆15等恆星作為伴星，相距約14"。